# Parapholidoptera distincta
Parapholidoptera distincta är en insektsart som först beskrevs av Boris Petrovich Uvarov 1921.  Parapholidoptera distincta ingår i släktet Parapholidoptera och familjen vårtbitare. Inga underarter finns listade i Catalogue of Life.